# Короткая форма периодической системы элементов

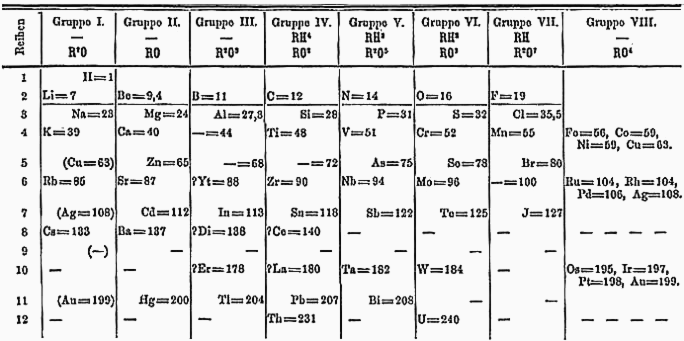
Таблица Менделеева по изданию 1871 года с прочерками у предсказанных, но ещё не открытых элементов

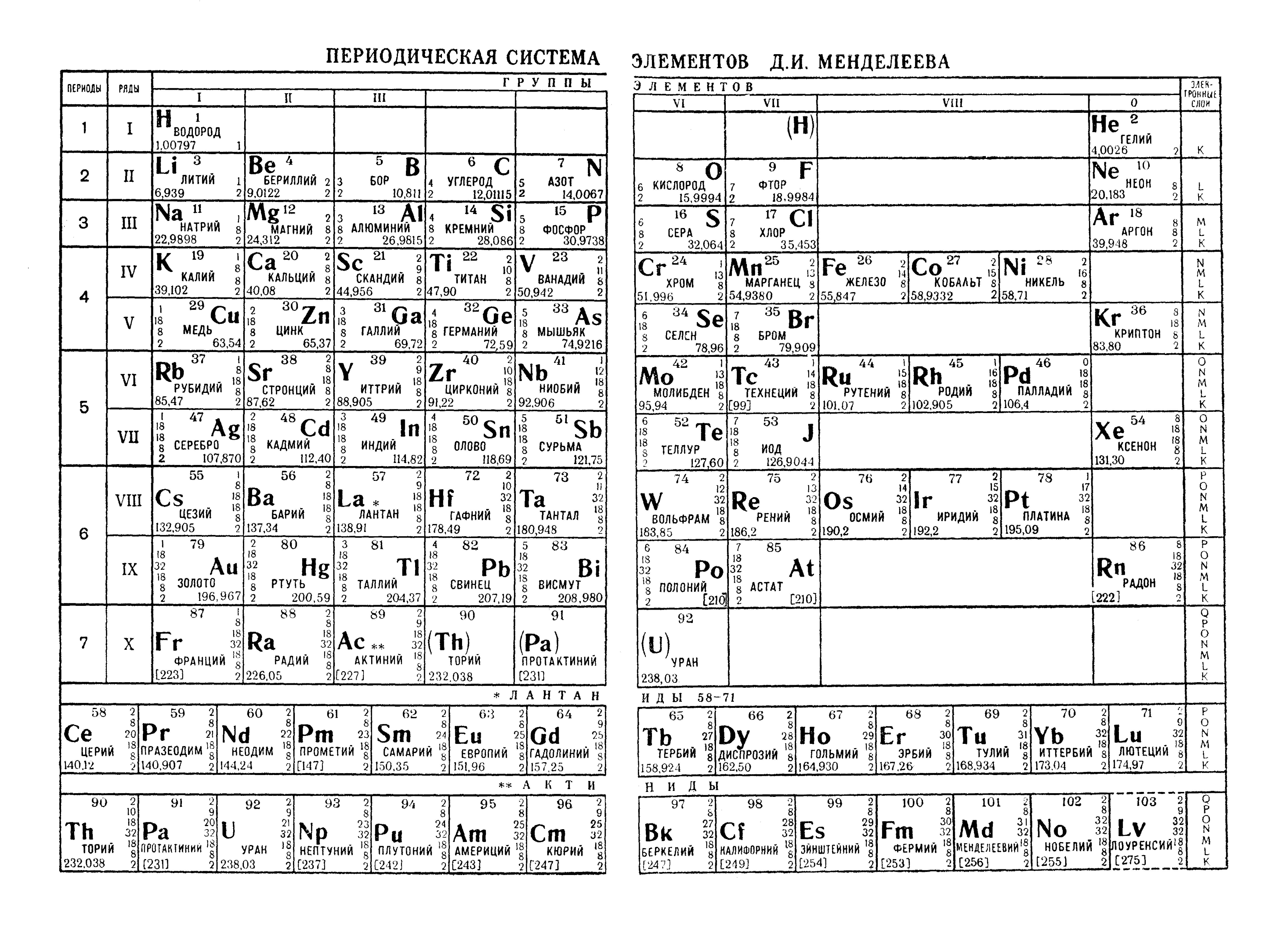
Таблица Менделеева по изданию 1962 года

Короткая форма периодической системы элементов — один из способов изображения периодической системы химических элементов, восходящий к первоначальной версии таблицы Д. И. Менделеева. Короткая форма таблицы Менделеева основана на параллелизме степеней окисления элементов главных и побочных подгрупп: например, максимальная степень окисления ванадия равна +5, как у фосфора и мышьяка, максимальная степень окисления хрома равна +6, как у серы и селена, и так далее. В таком виде таблица была опубликована Менделеевым в 1871 году.

## Современное использование
Короткая форма таблицы была широко распространена и популяризовывалась. Так, например, будущий академик Б. М. Кедров писал в своей книге «Периодический закон Д. И. Менделеева и его философское значение» (1947 г.) 
Тот факт, что результаты электронной теории так легко и естественно уложились в как бы специально предназначенные для них Менделеевым подвижные табличные формы, ещё раз доказывает, что именно короткая таблица и именно с точки зрения электронного строения атома является наиболее совершенной для выражения периодической системы как естественной системы элементов.
Короткая форма таблицы отменена ИЮПАК в 1989 году. Из современной иностранной литературы короткая форма исключена полностью, вместо неё используется длинная форма, однако, благодаря своей привычности и распространённости, она все ещё периодически встречается в российских справочниках и пособиях, а также используется в школах для изучения, поскольку стехиометрическая (формальная) валентность элемента связана с номером его группы именно в короткой форме таблицы Менделеева.

Такую ситуацию некоторые исследователи связывают в том числе с кажущейся рациональной компактностью короткой формы таблицы, а также с инерцией, стереотипностью мышления и невосприятием современной (международной) информации.

## Оформление
| Семейства химических элементов | Семейства химических элементов | Семейства химических элементов | Семейства химических элементов |
| ------------------------------ | ------------------------------ | ------------------------------ | ------------------------------ |
|                                | Щелочные металлы               |                                | Галогены                       |
|                                | Щёлочноземельные металлы       |                                | Благородные газы               |
|                                | Переходные металлы             |                                | Лантаноиды                     |
|                                | Постпереходные металлы         |                                | Актиноиды                      |
|                                | Полуметаллы — металлоиды       |                                | Суперактиноиды                 |
|                                | Другие неметаллы               |                                |                                |

| Периодическая система элементов (короткий вариант 2). | Периодическая система элементов (короткий вариант 2). | Периодическая система элементов (короткий вариант 2). | Периодическая система элементов (короткий вариант 2). | Периодическая система элементов (короткий вариант 2). | Периодическая система элементов (короткий вариант 2). | Периодическая система элементов (короткий вариант 2). | Периодическая система элементов (короткий вариант 2). | Периодическая система элементов (короткий вариант 2). | Периодическая система элементов (короткий вариант 2). | Периодическая система элементов (короткий вариант 2). | Периодическая система элементов (короткий вариант 2). | Периодическая система элементов (короткий вариант 2). | Периодическая система элементов (короткий вариант 2). | Периодическая система элементов (короткий вариант 2). | Периодическая система элементов (короткий вариант 2). | Периодическая система элементов (короткий вариант 2). | Периодическая система элементов (короткий вариант 2). | Периодическая система элементов (короткий вариант 2). | Периодическая система элементов (короткий вариант 2). | Периодическая система элементов (короткий вариант 2). | Периодическая система элементов (короткий вариант 2). | Периодическая система элементов (короткий вариант 2). | Периодическая система элементов (короткий вариант 2). | Периодическая система элементов (короткий вариант 2). | Периодическая система элементов (короткий вариант 2). | Периодическая система элементов (короткий вариант 2). | Периодическая система элементов (короткий вариант 2). | Периодическая система элементов (короткий вариант 2). | Периодическая система элементов (короткий вариант 2). |        |
| ----------------------------------------------------- | ----------------------------------------------------- | ----------------------------------------------------- | ----------------------------------------------------- | ----------------------------------------------------- | ----------------------------------------------------- | ----------------------------------------------------- | ----------------------------------------------------- | ----------------------------------------------------- | ----------------------------------------------------- | ----------------------------------------------------- | ----------------------------------------------------- | ----------------------------------------------------- | ----------------------------------------------------- | ----------------------------------------------------- | ----------------------------------------------------- | ----------------------------------------------------- | ----------------------------------------------------- | ----------------------------------------------------- | ----------------------------------------------------- | ----------------------------------------------------- | ----------------------------------------------------- | ----------------------------------------------------- | ----------------------------------------------------- | ----------------------------------------------------- | ----------------------------------------------------- | ----------------------------------------------------- | ----------------------------------------------------- | ----------------------------------------------------- | ----------------------------------------------------- | ------ |
| Группа → Период ↓                                     | I                                                     | I                                                     | I                                                     | II                                                    | II                                                    | II                                                    | III                                                   | III                                                   | III                                                   | IV                                                    | IV                                                    | IV                                                    | V                                                     | V                                                     | V                                                     | VI                                                    | VI                                                    | VI                                                    | VII                                                   | VII                                                   | VII                                                   | VIII                                                  | VIII                                                  | VIII                                                  | VIII                                                  | VIII                                                  | VIII                                                  | VIII                                                  | VIII                                                  | VIII   |
| Группа → Период ↓                                     | A                                                     |                                                       | B                                                     | A                                                     |                                                       | B                                                     | B                                                     |                                                       | A                                                     | B                                                     |                                                       | A                                                     | B                                                     |                                                       | A                                                     | B                                                     |                                                       | A                                                     | B                                                     |                                                       | A                                                     | B                                                     |                                                       | A                                                     |                                                       |                                                       |                                                       |                                                       |                                                       |        |
|                                                       |                                                       |                                                       |                                                       |                                                       |                                                       |                                                       |                                                       |                                                       |                                                       |                                                       |                                                       |                                                       |                                                       |                                                       |                                                       |                                                       |                                                       |                                                       |                                                       |                                                       |                                                       |                                                       |                                                       |                                                       |                                                       |                                                       |                                                       |                                                       |                                                       |        |
| 1                                                     | 1 H                                                   | 1 H                                                   |                                                       |                                                       |                                                       |                                                       |                                                       |                                                       |                                                       |                                                       |                                                       |                                                       |                                                       |                                                       |                                                       |                                                       |                                                       |                                                       |                                                       |                                                       |                                                       |                                                       | 2 He                                                  | 2 He                                                  |                                                       |                                                       |                                                       |                                                       |                                                       |        |
| 2                                                     | 3 Li                                                  | 3 Li                                                  |                                                       | 4 Be                                                  | 4 Be                                                  |                                                       |                                                       | 5 B                                                   | 5 B                                                   |                                                       | 6 C                                                   | 6 C                                                   |                                                       | 7 N                                                   | 7 N                                                   |                                                       | 8 O                                                   | 8 O                                                   |                                                       | 9 F                                                   | 9 F                                                   |                                                       | 10 Ne                                                 | 10 Ne                                                 |                                                       |                                                       |                                                       |                                                       |                                                       |        |
| 3                                                     | 11 Na                                                 | 11 Na                                                 |                                                       | 12 Mg                                                 | 12 Mg                                                 |                                                       |                                                       | 13 Al                                                 | 13 Al                                                 |                                                       | 14 Si                                                 | 14 Si                                                 |                                                       | 15 P                                                  | 15 P                                                  |                                                       | 16 S                                                  | 16 S                                                  |                                                       | 17 Cl                                                 | 17 Cl                                                 |                                                       | 18 Ar                                                 | 18 Ar                                                 |                                                       |                                                       |                                                       |                                                       |                                                       |        |
| 4                                                     | 19 K                                                  | 19 K                                                  |                                                       | 20 Ca                                                 | 20 Ca                                                 |                                                       | 21 Sc                                                 | 21 Sc                                                 |                                                       | 22 Ti                                                 | 22 Ti                                                 |                                                       | 23 V                                                  | 23 V                                                  |                                                       | 24 Cr                                                 | 24 Cr                                                 |                                                       | 25 Mn                                                 | 25 Mn                                                 |                                                       | 26 Fe                                                 | 26 Fe                                                 |                                                       | 27 Co                                                 | 27 Co                                                 |                                                       | 28 Ni                                                 | 28 Ni                                                 |        |
| 4                                                     |                                                       | 29 Cu                                                 | 29 Cu                                                 |                                                       | 30 Zn                                                 | 30 Zn                                                 |                                                       | 31 Ga                                                 | 31 Ga                                                 |                                                       | 32 Ge                                                 | 32 Ge                                                 |                                                       | 33 As                                                 | 33 As                                                 |                                                       | 34 Se                                                 | 34 Se                                                 |                                                       | 35 Br                                                 | 35 Br                                                 |                                                       | 36 Kr                                                 | 36 Kr                                                 |                                                       |                                                       |                                                       |                                                       |                                                       |        |
| 5                                                     | 37 Rb                                                 | 37 Rb                                                 |                                                       | 38 Sr                                                 | 38 Sr                                                 |                                                       | 39 Y                                                  | 39 Y                                                  |                                                       | 40 Zr                                                 | 40 Zr                                                 |                                                       | 41 Nb                                                 | 41 Nb                                                 |                                                       | 42 Mo                                                 | 42 Mo                                                 |                                                       | 43 Tc                                                 | 43 Tc                                                 |                                                       | 44 Ru                                                 | 44 Ru                                                 |                                                       | 45 Rh                                                 | 45 Rh                                                 |                                                       | 46 Pd                                                 | 46 Pd                                                 |        |
| 5                                                     |                                                       | 47 Ag                                                 | 47 Ag                                                 |                                                       | 48 Cd                                                 | 48 Cd                                                 |                                                       | 49 In                                                 | 49 In                                                 |                                                       | 50 Sn                                                 | 50 Sn                                                 |                                                       | 51 Sb                                                 | 51 Sb                                                 |                                                       | 52 Te                                                 | 52 Te                                                 |                                                       | 53 I                                                  | 53 I                                                  |                                                       | 54 Xe                                                 | 54 Xe                                                 |                                                       |                                                       |                                                       |                                                       |                                                       |        |
| 6                                                     | 55 Cs                                                 | 55 Cs                                                 |                                                       | 56 Ba                                                 | 56 Ba                                                 |                                                       | *                                                     | *                                                     |                                                       | 72 Hf                                                 | 72 Hf                                                 |                                                       | 73 Ta                                                 | 73 Ta                                                 |                                                       | 74 W                                                  | 74 W                                                  |                                                       | 75 Re                                                 | 75 Re                                                 |                                                       | 76 Os                                                 | 76 Os                                                 |                                                       | 77 Ir                                                 | 77 Ir                                                 |                                                       | 78 Pt                                                 | 78 Pt                                                 |        |
| 6                                                     |                                                       | 79 Au                                                 | 79 Au                                                 |                                                       | 80 Hg                                                 | 80 Hg                                                 |                                                       | 81 Tl                                                 | 81 Tl                                                 |                                                       | 82 Pb                                                 | 82 Pb                                                 |                                                       | 83 Bi                                                 | 83 Bi                                                 |                                                       | 84 Po                                                 | 84 Po                                                 |                                                       | 85 At                                                 | 85 At                                                 |                                                       | 86 Rn                                                 | 86 Rn                                                 |                                                       |                                                       |                                                       |                                                       |                                                       |        |
| 7                                                     | 87 Fr                                                 | 87 Fr                                                 |                                                       | 88 Ra                                                 | 88 Ra                                                 |                                                       | **                                                    | **                                                    |                                                       | 104 Rf                                                | 104 Rf                                                |                                                       | 105 Db                                                | 105 Db                                                |                                                       | 106 Sg                                                | 106 Sg                                                |                                                       | 107 Bh                                                | 107 Bh                                                |                                                       | 108 Hs                                                | 108 Hs                                                |                                                       | 109 Mt                                                | 109 Mt                                                |                                                       | 110 Ds                                                | 110 Ds                                                |        |
| 7                                                     |                                                       | 111 Rg                                                | 111 Rg                                                |                                                       | 112 Cn                                                | 112 Cn                                                |                                                       | 113 Nh                                                | 113 Nh                                                |                                                       | 114 Fl                                                | 114 Fl                                                |                                                       | 115 Mc                                                | 115 Mc                                                |                                                       | 116 Lv                                                | 116 Lv                                                |                                                       | 117 Ts                                                | 117 Ts                                                |                                                       | 118 Og                                                | 118 Og                                                |                                                       |                                                       |                                                       |                                                       |                                                       |        |
|                                                       |                                                       |                                                       |                                                       |                                                       |                                                       |                                                       |                                                       |                                                       |                                                       |                                                       |                                                       |                                                       |                                                       |                                                       |                                                       |                                                       |                                                       |                                                       |                                                       |                                                       |                                                       |                                                       |                                                       |                                                       |                                                       |                                                       |                                                       |                                                       |                                                       |        |
| Лантаноиды *                                          | 57 La                                                 | 57 La                                                 | 58 Ce                                                 | 58 Ce                                                 | 59 Pr                                                 | 59 Pr                                                 | 60 Nd                                                 | 60 Nd                                                 | 61 Pm                                                 | 61 Pm                                                 | 62 Sm                                                 | 62 Sm                                                 | 63 Eu                                                 | 63 Eu                                                 | 64 Gd                                                 | 64 Gd                                                 | 65 Tb                                                 | 65 Tb                                                 | 66 Dy                                                 | 66 Dy                                                 | 67 Ho                                                 | 67 Ho                                                 | 68 Er                                                 | 68 Er                                                 | 69 Tm                                                 | 69 Tm                                                 | 70 Yb                                                 | 70 Yb                                                 | 71 Lu                                                 | 71 Lu  |
| Актиноиды **                                          | 89 Ac                                                 | 89 Ac                                                 | 90 Th                                                 | 90 Th                                                 | 91 Pa                                                 | 91 Pa                                                 | 92 U                                                  | 92 U                                                  | 93 Np                                                 | 93 Np                                                 | 94 Pu                                                 | 94 Pu                                                 | 95 Am                                                 | 95 Am                                                 | 96 Cm                                                 | 96 Cm                                                 | 97 Bk                                                 | 97 Bk                                                 | 98 Cf                                                 | 98 Cf                                                 | 99 Es                                                 | 99 Es                                                 | 100 Fm                                                | 100 Fm                                                | 101 Md                                                | 101 Md                                                | 102 No                                                | 102 No                                                | 103 Lr                                                | 103 Lr |

Водород в короткой форме таблицы иногда помещают в 7-ю группу.